# Rise of the Blue Lotus
Rise of the Blue Lotus è il sessantacinquesimo album in studio del chitarrista statunitense Buckethead, pubblicato il 9 novembre 2013 dalla Hatboxghost Music.

## Descrizione
Sebbene si tratti del trentaduesimo disco appartenente alla serie "Buckethead Pikes", la pubblicazione di Rise of the Lotus è stata anticipata da quella degli album Pumpkin, Thank You Ohlinger's e The Pit, rispettivamente i dischi numero 33, 35 e 36 della medesima serie.

## Tracce
Musiche di Buckethead.
1. Mountain Cabin – 6:29
2. The Flooding of Pain – 10:11
3. Rise of the Blue Lotus – 12:55

## Formazione
- Buckethead – chitarra, basso, programmazione